# Dispositivo mascherante
Al giorno d’oggi già si sono sviluppati molteplici metodi per creare dispositivi mascheranti: il mimetismo con l’ambiente circostante, come i camaleonti; l’invisibilità ai radar, usata da alcuni bombardieri
americani; sistemi di lenti che controllano la dimensione del fascio luminoso. Tuttavia per la creazione di un vero e proprio mantello dell'invisibilità, come quello di harry potter, è necessario utilizzare i metamateriali.

## Mantello dell'invisibilità coi metamateriali
Gli studiosi hanno sviluppato diversi metodi: la cancellazione dello scattering, in cui un dielettrico esterno controbilancia gli effetti di polarizzazione dell’onda nel materiale interno; le linee di trasmissione, ove la luce passa unicamente entro tali vie non toccando l’oggetto; le trasformazioni ottiche. Quest’ultimo metodo è quello che ﬁno ad ora ha dato i migliori risultati. Esso si basa sull’invarianza della forma delle equazioni di Maxwell quando si effettua un cambio di coordinate. L’idea è trovare un sistema di riferimento in cui il nostro oggetto non compare e calcolare i tensori ε e µ in tale sistema.
Per fare ciò è necessario calcolare lo Jacobiano della trasformazione e trasformare i tensori densità ε e µ. Per un mantello sferico la trasformazione consiste nel comprimere una regione di raggio b in un guscio sferico di raggio interno a ed esterno b. In modo
simile per il caso cilindrico. In questo modo qualunque oggetto posto dentro la sfera o il cilindro risulterà invisibile. Una volta calcolati i tensori ε e µ nel nuovo sistema di riferimento è necessario veriﬁcare che la luce nel mezzo segua la traiettoria desiderata.
Dalle leggi di dispersione si è in grado di ricavare l’Hamiltoniana del sistema e quindi le equazioni parametriche delle traiettorie.
Per il caso cilindrico è stata data anche la dimostrazione sperimentale alle frequenze
delle microonde. Per ottenere le proprietà elettromagnetiche desiderate sono stati utilizzati cilindretti concentrici formati da split-ring resonators di forma diversa.

## Tappeto dell'invisibilità coi metamateriali
Gli esperimenti condotti sul "mantello" hanno indirizzato la ricerca verso un nuovo metodo, il tappeto dell’invisibilità. L’idea è far sembrare piatte le superﬁci ondulate. Sfruttando sempre una trasformazione di coordinate si è in grado di calcolare l’indice di rifrazione del mantello, che è isotropo e ha µ = 1. Anche in questo caso si è ottenuta una evidenza sperimentale in cui il tappeto consiste in un rettangolo di silicio forato da porre sopra il fondo curvato. Con una opportuna disposizione e densità dei fori si riesce a creare il proﬁlo della permittività desiderato. Tale metodo è molto promettente perché a banda larga e a basse perdite di energia.